# Хифинген
Хифинген (њем. Hüfingen) град је у њемачкој савезној држави Баден-Виртемберг. Једно је од 20 општинских средишта округа Шварцвалд-Бар. Према процјени из 2010. у граду је живјело 7.760 становника. Посједује регионалну шифру (AGS) 8326027.

## Географски и демографски подаци
Хифинген се налази у савезној држави Баден-Виртемберг у округу Шварцвалд-Бар. Град се налази на надморској висини од 684 метра. Површина општине износи 58,5 km². У самом граду је, према процјени из 2010. године, живјело 7.760 становника. Просјечна густина становништва износи 133 становника/km².

## Међународна сарадња
| Мјесто | Држава    | Врста сарадње | Од    |
| ------ | --------- | ------------- | ----- |
|        | Француска | партнерство   | 1978. |
|        | Француска | пријатељство  | 1964. |
| Извор  |           |               |       |